# Matsushita IMP Building
Le Matsushita IMP Building (松下ＩＭＰビル) est un gratte-ciel construit dans l'arrondissement Chuo-ku à Osaka au Japon entre 1987 et 1990. Il fait partie du quartier Osaka Business Park.
La surface de plancher de l'immeuble est de 85 273 m2.
L'immeuble a été conçu par l'agence d'architecture Nikken Sekkei la plus importante du Japon.